# All for Leyna
"All for Leyna" é um single do músico Billy Joel de seu álbum de 1980 Glass Houses. "All for Leyna" foi lançado como single no Reino Unido, onde ocupou a posição #40 nas paradas.
A letra conta a história do protagonista que encontra um garota chamada Leyna, e após um encontro de apenas uma noite, torna-se obsessivo com ela.

## Posição nas tabelas internacionais
| Tabela (1980)    | Posição ocupada |
| ---------------- | --------------- |
| UK Singles Chart | 40              |